# Clădirea băncii urbane cu locuința directorului (Orhei)
Clădirea băncii urbane cu locuința directorului este o clădire amplasată pe str. Vasile Mahu, 127 în Orhei, Republica Moldova. Este un monument arhitectural de importanță națională inclus în Registrul monumentelor Republicii Moldova ocrotite de stat cu nr. 995 (raionul Orhei). Datează de la înc. sec. XX.